# Grisin noirâtre
Cercomacroides nigrescens
Espèce
Statut de conservation UICN

 LC  : Préoccupation mineure
Le Grisin noirâtre (Cercomacroides nigrescens) est une espèce de passereaux de la famille des Thamnophilidae.

## Répartition
Cet oiseau peuple de manière dissoute l'Amazonie et le plateau des Guyanes.

## Liste des sous-espèces
Selon la classification de référence du Congrès ornithologique international (14.2, 2025) :
- Cercomacra nigrescens nigrescens (Cabanis & Heine, 1859) — Suriname et Guyane ;
- Cercomacra nigrescens aequatorialis Zimmer, 1931 — Andes équatoriennes et du nord du Pérou :
- Cercomacra nigrescens notata Zimmer, 1931 — centre du Pérou ;
- Cercomacra nigrescens approximans Pelzeln, 1868 — à l'ouest du rio São Manuel ;
- Cercomacra nigrescens ochrogyna E.Snethlage, 1928 — à l'est du rio São Manuel.

## Classification
Le nom valide complet (avec auteur) de ce taxon est Cercomacra nigrescens (Cabanis & Heine, 1859).
L'espèce a été initialement classée dans le genre Percnostola sous le protonyme Percnostola nigrescens Cabanis & Heine, 1859.
Ce taxon porte en français le nom vernaculaire ou normalisé suivant : Grisin noirâtre.
Cercomacra nigrescens a pour synonymes :
- Cercomacroides nigrescens nigrescens
- Cercomacroides nigrescens (Cabanis & Heine, 1860)
- Percnostola nigrescens Cabanis & Heine, 1859